# Herman Cain

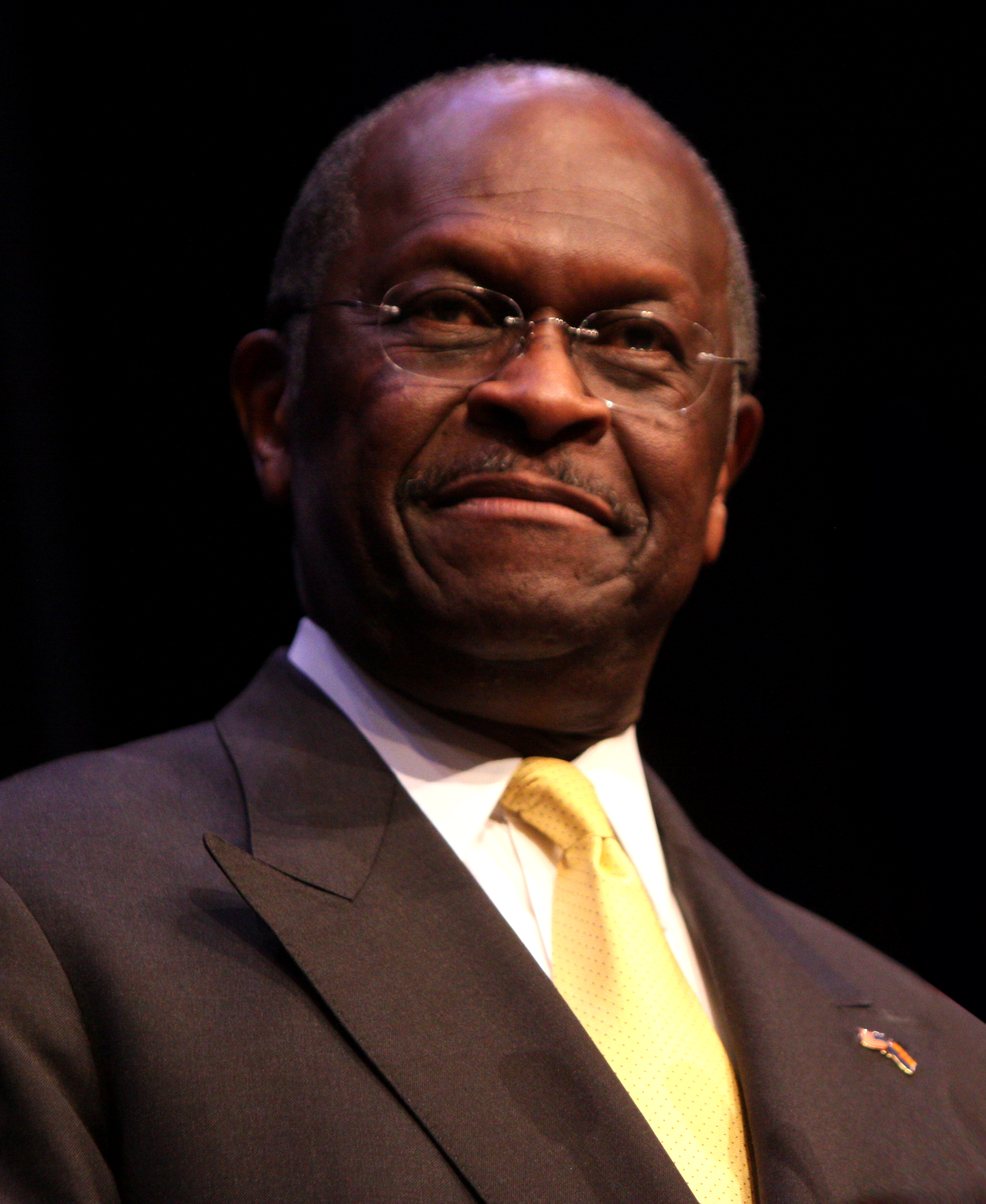
Herman Cain

Herman Cain (ur. 13 grudnia 1945 w Memphis, Tennessee, zm. 30 lipca 2020 w Atlancie) − biznesmen amerykański, były prezes i dyrektor generalny sieci restauracji Godfather (z centralą w Omaha, Nebraska), przedtem w zarządzie Banku Rezerw Federalnych.
Młodość spędził w Atlancie (Georgia). Matematyk z wykształcenia (studia informatyczne ukończył w 1971 w Purdue University), pracował jako specjalista w dziedzinie balistyki w Departamencie Marynarki Wojennej USA. Znacznie wzbogacił się jako dyrektor generalny sieci fast food Godfather's Pizza.
W 2011 r. wystartował w prawyborach do urzędu prezydenta USA z nominacji Republikanów, będąc jednym z trzech liderów sondaży. Ostatecznie zrezygnował z udziału w prawyborach w grudniu 2011 r. W kampanii prawyborczej w 2016 r. był zwolennikiem Donalda Trumpa. Zmarł 30 lipca 2020 r. w Atlancie na COVID-19.